# Bumamuru FC
Der Bumamuru Football Club, auch als Bumamuru Standard Football Club bekannt, ist ein burundischer Fußballverein mit Sitz in der Stadt Cibitoke. Aktuell spielt der Verein in der ersten Liga, der Ligue A.

## Geschichte
Der Klub wurde im am 31. März 2014 gegründet und bereits in der Saison 2017/18 gelang in der zweitklassigen Ligue B, die Qualifikation für die Playoffs um den Aufstieg. Hier reichte ein dritter Platz, weil der davorliegende Transport FC nachträglich disqualifiziert wurde. Am Ende setzte sich die Mannschaft nach einer 0:1-Hinspielniederlage gegen den Les Eléphants FC noch mit einem 1:0-Sieg im Rückspiel durch. Damit wurde ein Elfmeterschießen nötig, aus dem man mit 5:4 erfolgreich hervorging. So stieg das Team erstmals in die Ligue A auf. Gleich in der ersten Saison 2018/19 gelingt auch mit 44 Punkten schon ein guter fünfter Platz. Bislang kann man die Liga auch stets mindestens über einen Mittfeldplatz auch halten.
Nebst der Liga gewann man aber bislang aber in der Saison 2021 und der Saison 2022 zweimal den nationalen Pokal. In beidem Fällen siegte man mit 3:1 über Flambeau du Centre.

## Erfolge
Burundischer Meister2022/23
Burundischer Pokalsieger2021, 2022

## Stadion
Der Verein trägt seine Heimspiele im Stade Urunani (Buganda) aus. Das Stadion hat ein Fassungsvermögen von 7000 Personen.

## Saisonplatzierung
| Saison  | Liga    | Level | Platzierung | Pokal             |
| ------- | ------- | ----- | ----------- | ----------------- |
| 2017/18 | Ligue B | 2     | 3. ▲        | 2. Runde          |
| 2018/19 | Ligue A | 1     | 5.          | Sechzehntelfinale |
| 2019/20 | Ligue A | 1     | 10.         | Viertelfinale     |
| 2020/21 | Ligue A | 1     | 11.         | Sieger            |
| 2021/22 | Ligue A | 1     | 3.          | Sieger            |
| 2022/23 | Ligue A | 1     | 1.          | 2.                |
| 2023/24 | Ligue A | 1     | 8.          | Viertelfinale     |
| 2024/25 | Ligue A | 1     | 3.          |                   |